# الجندي الصالح شفيك
الجندي الصالح شفيك عنوان مختصر لرواية كوميديا سوداء ساخرة غير منتهية للكاتب ياروسلاف هاشيك. والعنوان التشيكي الأصلي هو (بالتشيكية: Osudy dobrého vojáka Švejka za světové války) «مغامرات مميتة للجندي الصالح شفيك أثناء الحرب العالمية». وهي أكثر رواية ترجمةً من الأدب التشيكي. ترجم الرواية إلى العربية توفيق الأسدي بناءً على الترجمة الإنكليزية وصدرت الترجمة عام 1986 عن وزارة الثقافة السورية. عام 2008 صدرت للرواية طبعة حديثة في ثلاثة أجزاء عن دار الخيال بيروت.

## روابط خارجية
- الجندي الصالح شفيك على موقع الموسوعة البريطانية (الإنجليزية)
- Virtuální muzeum Jaroslava Haška a Josefa Švejka (Czech)
- The Good Soldier Švejk (English/Norwegian)
- Švejk {shvāke} Central
- Soldier Schweik – Bronze miniature
- Švejk Central: Film versions
- The cover of the original Czech edition
- Short essay by John H. Lienhard
- Illustrations to Svejk

لا توجد روابط لمواقع التواصل الاجتماعي.